# Dyskografia Sigur Rós
Artykuł przedstawia całkowitą dyskografię islandzkiego zespołu post-rockowego Sigur Rós.

## Albumy

### Albumy studyjne
| Rok                           | Album | Najwyższe pozycje na listach | Najwyższe pozycje na listach | Najwyższe pozycje na listach | Najwyższe pozycje na listach | Najwyższe pozycje na listach | Najwyższe pozycje na listach | Najwyższe pozycje na listach | Najwyższe pozycje na listach | Najwyższe pozycje na listach | Najwyższe pozycje na listach | Najwyższe pozycje na listach | Certyfikat                 |
| Rok                           | Album | ISL                          | AUS                          | DEN                          | FIN                          | FRA                          | GER                          | IRE                          | ITA                          | NOR                          | UK                           | US                           | Certyfikat                 |
| ----------------------------- | --- | ---------------------------- | ---------------------------- | ---------------------------- | ---------------------------- | ---------------------------- | ---------------------------- | ---------------------------- | ---------------------------- | ---------------------------- | ---------------------------- | ---------------------------- | -------------------------- |
| 1997                          | Von - data wydania: czerwiec 1997 - wydawca: Smekkleysa Records - format: CD, LP                                                         | –                            | –                            | –                            | –                            | –                            | 33                           | –                            | –                            | –                            | –                            | –                            | - ISL: platyna             |
| 1999                          | Ágætis byrjun - data wydania: 12 czerwca 1999 - wydawca: Smekkleysa Records - format: CD, LP                                             | 1                            | –                            | –                            | –                            | 65                           | –                            | 38                           | –                            | 17                           | 52                           | –                            | - ISL: platyna - UK: złoto |
| 2002                          | ( ) - data wydania: 28 października 2002 - wydawca: Smekkleysa Records - format: CD, LP                                                  | 1                            | 49                           | 24                           | 24                           | 19                           | 33                           | 17                           | –                            | 6                            | 49                           | 51                           | - ISL: złoto - UK: złoto   |
| 2005                          | Takk... - data wydania: 12 września 2005 - wydawca: Smekkleysa Records - format: CD, LP, dystrybucja cyfrowa                             | 1                            | 19                           | 16                           | 8                            | 30                           | 27                           | 6                            | 4                            | 4                            | 16                           | 27                           | - ICL: złoto - UK: złoto   |
| 2008                          | Með suð í eyrum við spilum endalaust - data wydania: 20 czerwca 2008 - wydawca: Smekkleysa Records - format: CD, LP, dystrybucja cyfrowa | 1                            | 14                           | 8                            | 7                            | 30                           | 26                           | 4                            | 7                            | 4                            | 5                            | 15                           | - UK: złoto                |
| 2012                          | Valtari - data wydania: 28 maja 2012 - wydawca: Parlophone - format: CD, LP, dystrybucja cyfrowa                                         | 1                            | 14                           | 21                           | 21                           | 29                           | 23                           | 1                            | 7                            | 12                           | 8                            | 7                            |                            |
| 2013                          | Kveikur - data wydania: 17/18 czerwca 2013 - wydawca: XL Recordings - format: CD, LP, dystrybucja cyfrowa                                | 1                            | 18                           | 8                            | 17                           | 16                           | 19                           | 6                            | 13                           | 6                            | 9                            | 14                           |                            |
| 2023                          | Átta - data wydania: 16 czerwca 2023 - wydawca: Von Dur, BMG - format: CD, LP, dystrybucja cyfrowa                                       | –                            | –                            | –                            | –                            | 51                           | 5                            | –                            | 18                           | –                            | 30                           | –                            |                            |
| "–" pozycja nie była notowana | |                              |                              |                              |                              |                              |                              |                              |                              |                              |                              |                              |                            |

### Kompilacje
| Rok                           | Album                                                                                            | Najwyższe pozycje na listach | Najwyższe pozycje na listach | Najwyższe pozycje na listach | Najwyższe pozycje na listach | Najwyższe pozycje na listach | Najwyższe pozycje na listach | Najwyższe pozycje na listach | Najwyższe pozycje na listach | Najwyższe pozycje na listach | Najwyższe pozycje na listach | Certyfikat   |
| Rok                           | Album                                                                                            | ISL                          | AUS                          | FRA                          | GER                          | IRE                          | ITA                          | NOR                          | SWE                          | SWI                          | UK                           | Certyfikat   |
| ----------------------------- | ------------------------------------------------------------------------------------------------ | ---------------------------- | ---------------------------- | ---------------------------- | ---------------------------- | ---------------------------- | ---------------------------- | ---------------------------- | ---------------------------- | ---------------------------- | ---------------------------- | ------------ |
| 2007                          | Hvarf/Heim - data wydania: 5 listopada 2007 - wydawca: EMI - format: CD, LP, dystrybucja cyfrowa | 2                            | 49                           | 50                           | 35                           | 15                           | 16                           | 21                           | 45                           | 44                           | 23                           | - UK: srebro |
| 2009                          | We Play Endlessly - data wydania: 31 stycznia 2009 - wydawca: EMI/The Independent - format: CD   | –                            | –                            | –                            | –                            | –                            | –                            | –                            | –                            | –                            | –                            | —            |
| "–" pozycja nie była notowana |                                                                                                  |                              |                              |                              |                              |                              |                              |                              |                              |                              |                              |              |

### Albumy koncertowe
| Rok  | Album                                                   |
| ---- | ------------------------------------------------------- |
| 2011 | Inni - data wydania: 7 listopada 2011 - format: CD, DVD |

### Remiksy
| Rok  | Album                                                                                 |
| ---- | ------------------------------------------------------------------------------------- |
| 1998 | Von brigði - data wydania: lipiec 1998 - wydawca: Smekkleysa Records - format: CD, LP |

### Soundtracki
| Rok  | Album                                                                          |
| ---- | ------------------------------------------------------------------------------ |
| 2003 | Hlemmur - data wydania: marzec 2003 - wydawca: Smekkleysa Records - format: CD |

## EP
| Rok  | Album | Najwyższe pozycje na listach | Najwyższe pozycje na listach | Najwyższe pozycje na listach | Najwyższe pozycje na listach |
| Rok  | Album | FRA                          | IRE                          | ITA                          |                              |
| ---- | --- | ---------------------------- | ---------------------------- | ---------------------------- | ---------------------------- |
| 2001 | Rímur - data wydania: kwiecień 2001 - wydawca: Krúnk - format: CD                                            | –                            | –                            | –                            |                              |
| 2003 | Sigur 1 / Sigur 9 - data wydania: 13 maja 2003 - wydawca: MCA - format: CD                                   | –                            | –                            | –                            |                              |
| 2004 | Ba Ba Ti Ki Di Do - data wydania: 24 marca 2004 - wydawca: Geffen - format: Mini CD, CD, LP                  | 77                           | 25                           | 7                            |                              |
| 2006 | Sæglópur Japan Tour EP - data wydania: 10 lipca 2006 - wydawca: EMI - format: 12", CD                        | –                            | –                            | –                            |                              |
| 2013 | Brennisteinn US Tour EP - data wydania: 25 marca 2013 - wydawca: XL Recordings - format: dystrybucja cyfrowa | –                            | –                            | –                            |                              |

## Single
| Rok                           | Tytuł                          | Najwyższe pozycje na listach | Najwyższe pozycje na listach | Najwyższe pozycje na listach | Najwyższe pozycje na listach | Najwyższe pozycje na listach | Najwyższe pozycje na listach | Najwyższe pozycje na listach | Album                                |
| Rok                           | Tytuł                          | ISL                          | BEL (FL)                     | CAN                          | DEN                          | GER                          | IRE                          | UK                           | Album                                |
| ----------------------------- | ------------------------------ | ---------------------------- | ---------------------------- | ---------------------------- | ---------------------------- | ---------------------------- | ---------------------------- | ---------------------------- | ------------------------------------ |
| 1999                          | "Svefn-g-englar"               | –                            | –                            | –                            | –                            | –                            | –                            | 146                          | Ágætis byrjun                        |
| 2000                          | "Ný batterí"                   | –                            | –                            | –                            | –                            | –                            | –                            | 133                          | Ágætis byrjun                        |
| 2003                          | "Untitled #1" (a.k.a. "Vaka")  | –                            | –                            | 4                            | 20                           | 98                           | 31                           | 72                           | ( )                                  |
| 2005                          | "Glósóli"                      | 1                            | –                            | –                            | –                            | –                            | –                            | –                            | Takk...                              |
| 2005                          | "Hoppípolla"                   | –                            | –                            | –                            | –                            | –                            | –                            | 24                           | Takk...                              |
| 2006                          | "Sæglópur"                     | –                            | –                            | –                            | –                            | –                            | –                            | –                            | Takk...                              |
| 2007                          | "Hljómalind"                   | –                            | –                            | –                            | –                            | –                            | –                            | 91                           | Hvarf/Heim                           |
| 2008                          | "Gobbledigook"                 | 9                            | 69                           | –                            | –                            | –                            | –                            | –                            | Með suð í eyrum við spilum endalaust |
| 2008                          | "Inní mér syngur vitleysingur" | 8                            | 66                           | –                            | –                            | –                            | –                            | 152                          | Með suð í eyrum við spilum endalaust |
| 2009                          | "Við spilum endalaust"         | –                            | 54                           | –                            | –                            | –                            | –                            | –                            | Með suð í eyrum við spilum endalaust |
| 2012                          | "Ekki Múkk"                    | –                            | –                            | –                            | –                            | –                            | –                            | –                            | Valtari                              |
| 2012                          | "Varúð"                        | –                            | 132                          | –                            | –                            | –                            | –                            | –                            | Valtari                              |
| 2013                          | "Brennisteinn"                 | 14                           | –                            | –                            | –                            | –                            | –                            | –                            | Kveikur                              |
| 2013                          | "Ísjaki"                       | 12                           | –                            | –                            | –                            | –                            | –                            | –                            | Kveikur                              |
| "–" pozycja nie była notowana |                                |                              |                              |                              |                              |                              |                              |                              |                                      |

## Pozostałe
Poniższe tytuły nie pojawiły się na oficjalnych wydawnictwach Sigur Rós.

### Gościnnie
| Rok  | Tytuł | Album             | Wykonawca |
| ---- | ----- | ----------------- | --------- |
| 1998 | "Dót" | Strokið og slegið | Didda     |

### Kompilacje gościnnie
| Rok  | Tytuł            | Album                  | Szczegóły                                                                  |
| ---- | ---------------- | ---------------------- | -------------------------------------------------------------------------- |
| 1994 | "Fljúgðu"        | Smekkleysa í hálfa öld | Kompilacja utworów zespołów, które podpisały kontrakt z Smekkleysa Records |
| 1998 | "Leit Að Lífi"   | Popp í Reykjavík       | Remiks utworu Von                                                          |
| 2003 | "Ég Mun Laknast" | Branches and Routes    | Kompilacja utworów zespołów, które podpisały kontrakt z Fat Cat Records    |

### Soundtracki gościnnie
| Rok  | Tytuł                        | Soundtrack                                   | Szczegóły                                                                                |
| ---- | ---------------------------- | -------------------------------------------- | ---------------------------------------------------------------------------------------- |
| 2000 | "Bíum bíum bambaló"          | Anioły wszechświata (isl. Englar alheimsins) | Ścieżka dźwiękowa do filmu stworzonego przez Hilmara Örna Hilmarssona i zespół Sigur Rós |
| 2000 | "Dánarfregnir og jarðafarir" | Anioły wszechświata (isl. Englar alheimsins) | Ścieżka dźwiękowa do filmu stworzonego przez Hilmara Örna Hilmarssona i zespół Sigur Rós |
| 2004 | —                            | The Loch Ness Kelpie                         | Muzyka do krótkometrażowego filmu wyprodukowanego dla BBC Alba                           |
| 2005 | "Á ferð til Breiðafjarðar"   | Mistrzowie wrzasku (isl. Gargandi snilld)    | Wraz z Steindórem Andersenem                                                             |
| 2005 | "Hrafnagaldr Óðins"          | Mistrzowie wrzasku (isl. Gargandi snilld)    | Wraz z Steindórem Andersenem                                                             |
| 2010 | "Festival"                   | 127 godzin                                   |                                                                                          |
| 2011 | "Hoppípolla"                 | Kupiliśmy zoo                                | Pozostałe utwory autorstwa Jónsiego                                                      |

## Teledyski
| Rok  | Tytuł                          | Reżyseria                                     |
| ---- | ------------------------------ | --------------------------------------------- |
| 1999 | "Svefn-g-englar"               | August Jakobsson, Sigur Rós                   |
| 2000 | "Viðrar vel til loftárása"     | Stefan Arni, Siggi Kinski, Sigur Rós          |
| 2003 | "Untitled #1"                  | Floria Sigismondi                             |
| 2005 | "Glósóli"                      | Stefan Arni, Siggi Kinski                     |
| 2005 | "Hoppípolla"                   | Stefan Arni, Siggi Kinski                     |
| 2006 | "Sæglópur"                     | Sigur Rós, The Mill                           |
| 2008 | "Gobbledigook"                 | Stefan Arni, Siggi Kinski                     |
| 2008 | "Inní mér syngur vitleysingur" | [ 41 ]                                        |
| 2008 | "Við spilum endalaust"         | [ 42 ]                                        |
| 2012 | "Valtari"                      | Christian Larson                              |
| 2012 | "Rembihnútur"                  | Stefan Arni, Siggi Kinski                     |
| 2012 | "Ég anda"                      | Ragnar Kjartansson                            |
| 2012 | "Dauðalogn"                    | Henry Jun Wah Lee; Ruslan Fedotow             |
| 2012 | "Ekki múkk"                    | Nick Abrahams                                 |
| 2012 | "Fjögur píanó"                 | Alma Har'el; Anafelle Liu                     |
| 2012 | "Varðeldur"                    | Clare Langan; Melika Bass                     |
| 2012 | "Varúð"                        | Björn Flóki; Ryan Mcginley; Inga Birgisdóttir |
| 2013 | "Brennisteinn"                 | Andrew Huang                                  |
| 2016 | "Óveður"                       | Jonas Åkerlund                                |

## DVD
| Rok  | Płyta DVD                                                                                       | Certyfikaty              |
| ---- | ----------------------------------------------------------------------------------------------- | ------------------------ |
| 2007 | Heima - reżyseria: Dean DeBlois - data wydania: 27 września 2007 - wytwórnia: Klikk Productions | - CAN: złoto - UK: złoto |